# Site archéologique de Kulina-Balajnac
Balajnac-Kulina est un site archéologique byzantin situé dans le sud de l’actuelle Serbie, sur le territoire de la municipalité de Merošina. Quoi que peu fouillé et donc encore assez largement méconnu, le site témoigne de l’installation de sites fortifiés dans cette région au VIe siècle. Il est aujourd'hui inscrit sur la liste des sites archéologiques de grande importance de la république de Serbie (référence : AN 47),.

## Localisation et problème de dénomination
Le site archéologique dénommé Balajnac ne se trouve pas dans la commune de ce nom mais dans le village de Gradište et le nom donné localement est Kulina. Le site a été répertorié sous ce nom en 1951 pour éviter des problèmes d’homonymie.  
Le site se trouve à 10 km de Niš et à 40 km de ‘’Justiana Prima’’, l'actuelle Caričin Grad, et sur la voie antique ‘’Naissus’’-‘’Scupi’’-‘’Thessalonica’’.
Le paysage de la région de Gradište alterne les collines et des promontoires.

## Histoire
La région de Naissus fait l’objet de 32 créations de sites fortifiés au VIe siècle, au moment du renouveau de l’Empire dû à l’empereur Justinien, en effet « le site n’a point révélé de traces de vie précédente », ni postérieure. Il s’agit donc d’une création ex nihilo. C’est également le site le plus ancien connu à ce jour, avant même Caričin Grad.
Des traces d'abri provisoire postérieures à un incendie du site ont été découverts dans l'angle sud-est de la citerne.
Selon une tradition locale, confirmée par les fouilleurs, le site a fait l’objet d’un dépouillement de ses matériaux à l’époque de l’occupation ottomane par les paysans de Gradište, les pierres étant utilisées pour un programme de constructions à Niš.
Le site de Kulina est symptomatique de l'époque et des bouleversements que connaît la région aux VIe – VIIe siècles. Jeremic formule que « l'agglomération a été fondée et a vécu au cours du VIe siècle et au début du VIIe : elle a (...) eu le sort de nombreuses autres agglomérations fortifiées protobyzantines en Illyricum à l'époque des invasions avares et slaves ».

## Histoire des recherches
Le site est connu dès la fin du XIXe siècle mais n’a été fouillé pour la première fois qu’en 1969.
En 1884, le site est décrit par M. D. Milicevik. La première description de constructions est datée de 1901 et est le fait de Nikola Vulić, qui décrira le site à nouveau en 1909.
Un plan est levé en 1936 par Adam Oršić-Slavetić et est accompagné de descriptions, donnant une « image approximativement exacte de la fortification ».
Une première expédition archéologique a lieu en 1950, qui lève un plan de la fortification haute . Dragoslav Srejović et A. Simović proposent un plan du site en 1959.
Le site est fouillé lors de deux campagnes, en 1969 et 1970, qui ne permettent que de donner des éléments généraux des fortifications, étudiées par sondages, et de fouiller deux constructions, une citerne et une basilique. 

## Description du site
Le site comporte deux ensembles de fortifications sur un promontoire : l’un, au nord-est, descend brutalement en direction de Gradište et l’autre, vers l’ouest, est sur une colline.
Des édifices importants ont été identifiés, une citerne déjà connue mais non identifiée comme telle dans les premières explorations dans la première moitié du XXe siècle et une basilique paléo-chrétienne.
Les insuffisances des connaissances actuelles sur l'agglomération sont liées à la modestie des recherches effectuées tant dans la fortification basse que dans la fortification haute. L'habitat et la voirie sont inconnus, mais le fouilleur énonce que les constructions ont sans nul doute été peu denses.

### Fortifications
Les fortifications ont été démantelées jusqu’à leurs fondations.
La fortification haute avait la forme d’un rectangle d’environ 70 m sur 113 m, soit environ 0,80 ha. Les recherches sur le terrain ont pu déterminer qu’elle possédait 7 tours dont des tours rondes aux angles de 5,5 m de diamètre ; le mur de la forteresse aurait eu une épaisseur de 2 m et les tours 1,40 à 1,50 m. Les portes ne sont pas localisées.
La fortification basse constitue un trapèze de 0,60 ha (135 m x 35 m x 50 m). Cependant, les chercheurs n’ont pu préciser les dimensions des murs et les formes des tours, sauf une d’entre elles qui avait une forme d’ellipse, « tour semi-circulaire oblongue ou tour d’angle avec abside ».
La bâtisse est construite en mortier et brique, peut-être un opus mixtum. Les briques découvertes lors des sondages, 33 cm x 29 cm x 6 cm, appartiennent à un type proto-byzantin connu.
Selon Jeremic les deux fortifications ont été édifiées « dans des périodes assez espacées ou au contraire très rapprochées », elles ont peut-être servi à accueillir d'une part la garnison, d'autre part la population des alentours.

### Basilique
La basilique a été découverte en 1969 et identifiée comme telle du fait d'éléments de chancel, dalles ornées d'une croix et poteaux, et de fragments de brique avec motif en croix de Malte. Elle a fait l'objet de fouilles partielles en 1970 qui ont permis d'en déterminer la dimension.
La construction a été reconnue uniquement par des traces des murs, arrachés jusqu'aux fondations. Elle a été datée du VIe siècle par les éléments de chancel et par des tessons de céramique protobyzantine.

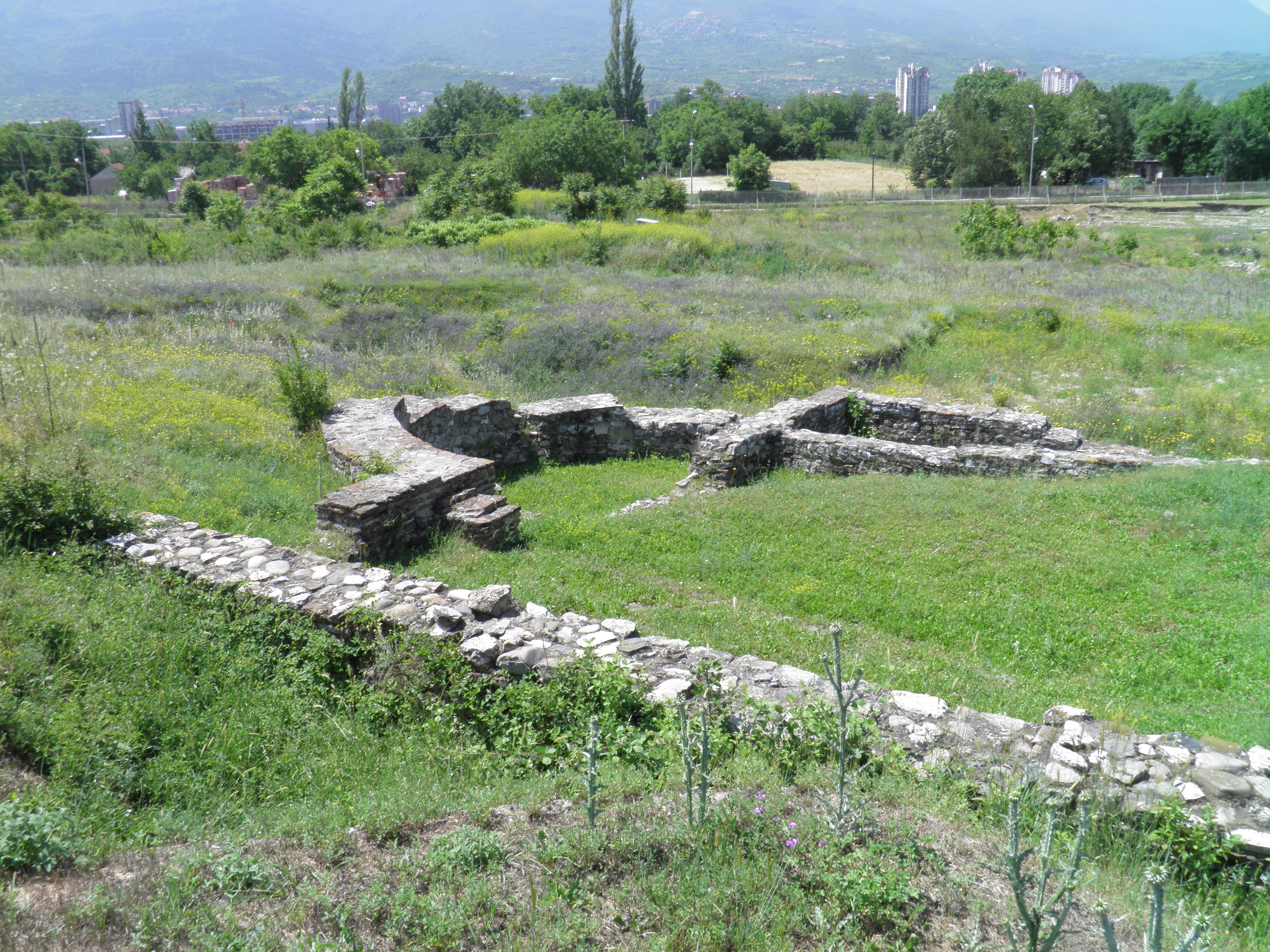
Substructions de la basilique de Scupi

La basilique possédait trois nefs et une abside située vers l'est. La nef centrale mesurait 15,50 m x 6,70 m et les deux nefs latérales 15,50 m et 2,75 m de largeur. Le narthex aurait mesuré pour sa part 6,70 m x 2,70 m ; l'abside avait 3,60 m de profondeur. Un escalier présent à l'ouest permettait d'accéder à l'édifice tout en corrigeant les différences de relief. Le plan de l'édifice s'apparente à une basilique dite basilique F de Caricin Grad ou celle de Scupi.
Les fouilles ont permis de déterminer deux aménagements : dans le premier aménagement, le chancel était en bois et l'édifice subit un incendie. La deuxième phase de l'histoire du site a vu l'édifice doté d'un chancel pourvu d'un stylobate. Certains fragments de dalles de chancel portaient une croix inscrite dans un cercle. Une plaque de même type est conservée dans une cour du village.
Les fouilles ont permis de retrouver également des éléments d'un muret le long de la nef nord, une banquette. Les couches de destruction ont par ailleurs livré des éléments de couverture, tegulae et des imbrices.

### Citerne
Selon Jeremic, monument toujours visible du site même si mal identifiée, « la citerne constitue non seulement la construction la mieux conservée du site de Balajnac, mais elle offre aussi un des exemples les plus spectaculaires de l'architecture protobyzantine du territoire de la Serbie ». Elle a beaucoup souffert entre 1950 et les années 1990, mais Jeremic souligne « l'exceptionnelle conservation de la citerne ». 
L'édifice est localisée au nord-est de la fortification haute, des pièces lui sont accolées sur deux de ses côtés. Ces pièces étaient destinées au fonctionnement de la citerne.
La citerne mesure 17,20 m x 15,50 m, et les murs extérieurs sont épais d'1,85 m-1,95 m et sont conservés jusqu'à la voûte. Elle est constituée de trois rangs de piliers carrés de 0,95 m de côté qui portaient les arcades et les voûtes. Le pilier central est un puits. Les arcades étaient placés à 3,80 m du sol et la voûte était placée à 5,30 m de hauteur. Deux escaliers permettaient d'accéder à l'édifice au sud,. 
Un puits dont l'objectif était de contrôler le trop-plein est localisé sur la face est.
Les matériaux de construction sont d'origine protobyzantine : des briques d'un format courant, un mortier de chaux contenant de la brique. Un mortier rose assurait l'étanchéité sur les murs et le sol. La technique de construction en particulier la voûte d'arêtes en brique est une technique très en vogue à l'époque de Justinien, car évitant les échafaudages.

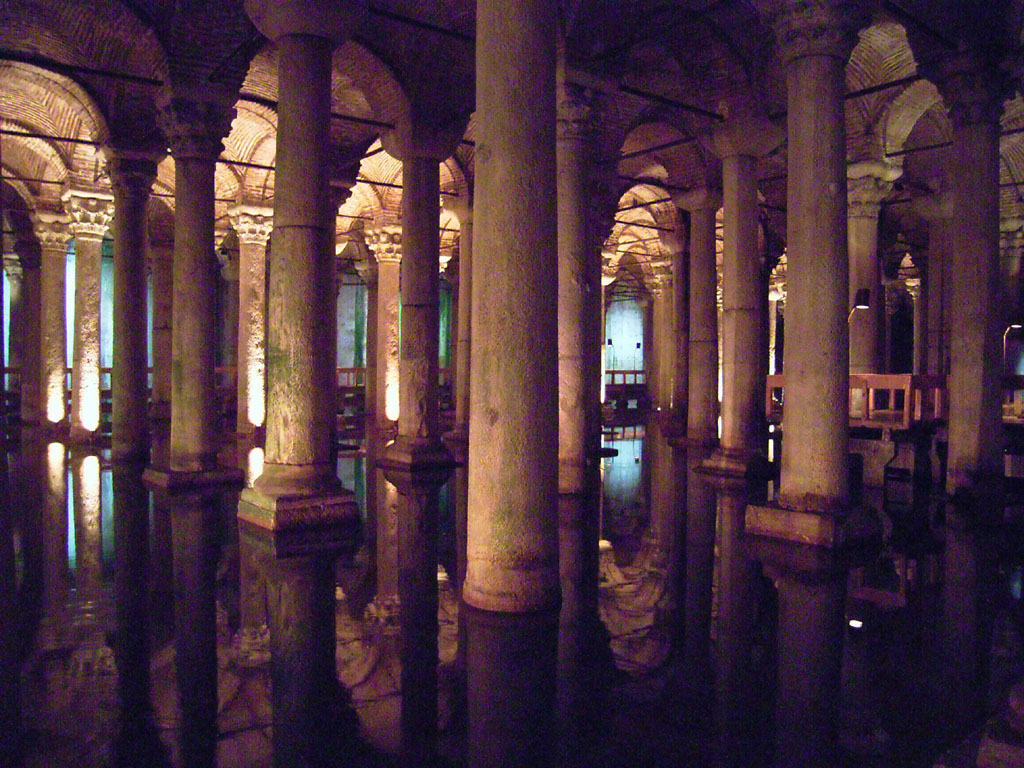
Vue de la citerne basilique de Constantinople

La citerne était alimentée en eau et n'était pas destinée à conserver l'eau pluviale. Le pilier central était aménagé en puits, et une pompe mécanique manuelle ou à vent était localisée dans la pièce au-dessus de la citerne. L'approvisionnement en eau de la citerne pose encore de nombreuses questions . L'eau était importante pour la fortification ; un canal vers l'est pouvait servir tant pour le trop-plein que pour un habitat proche. Il y avait peut-être une canalisation en plomb et maçonnée, et selon Jeremic « il semble que le système d'approvisionnement en eau ait cessé de fonctionner dans la dernière phase du site ». L'eau était recueillie à la main.
La citerne de Kulina « appartient incontestablement à la mouvance de Constantinople », mais à une échelle bien moindre : l'édifice faisait 250 m2 et pouvait contenir 1 000 m3 d'eau environ, alors que la capacité des citernes de la capitale de l'empire byzantin était supérieure à 100 000 m3.

## Objets découverts sur le site
Le portrait en bronze d'une impératrice byzantine, soit Euphémie, femme de l'empereur Justin Ier, soit Théodora, femme de l'empereur Justinien, a été retrouvé sur le site, ; il remonte à 530 environ et est aujourd'hui conservé au Musée national de Niš.

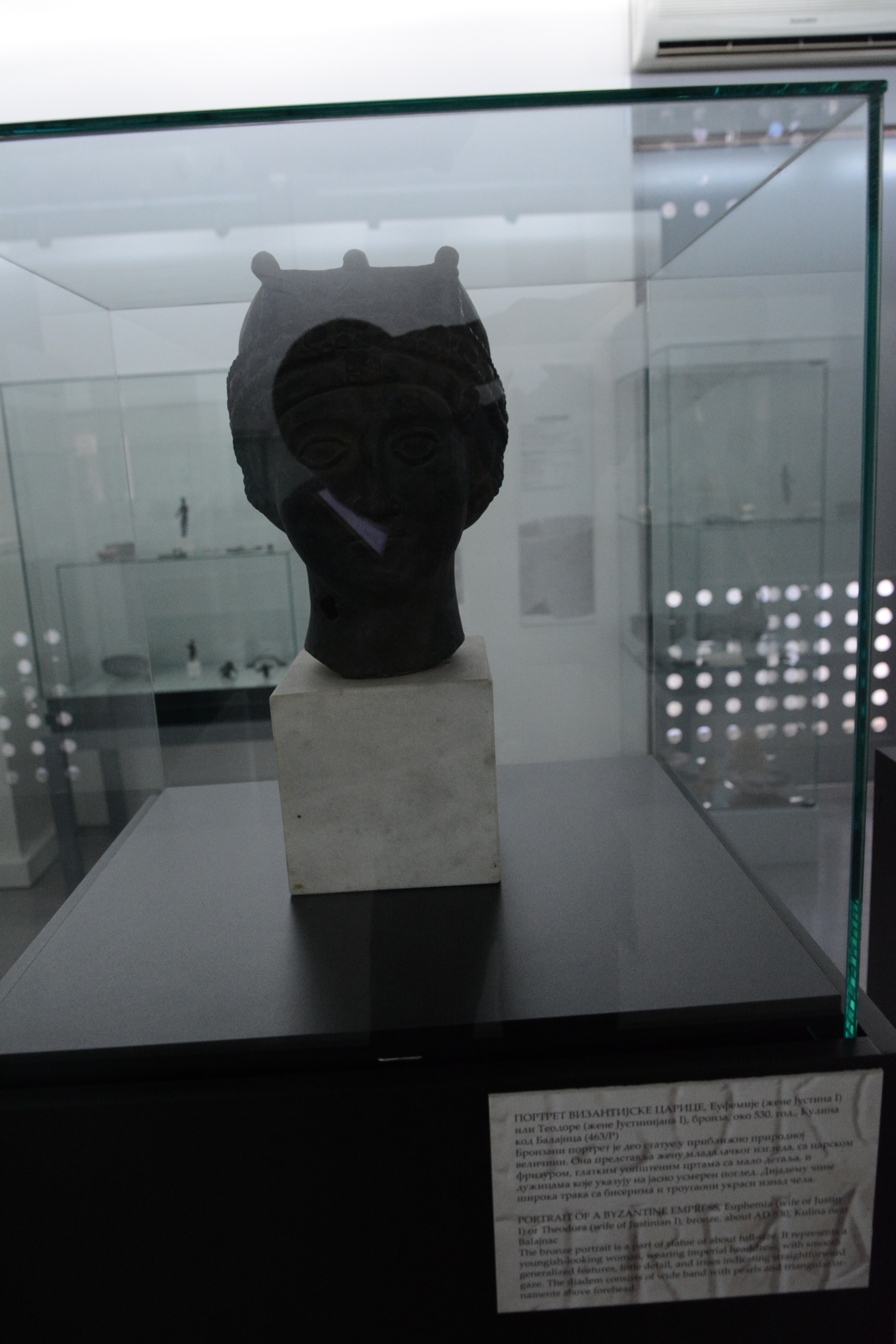
Portrait d'une impératrice byzantine.

Les découvertes les plus intéressantes des sessions de fouilles de la fin des années 1960 ont été effectuées à proximité de la citerne, « point central de la fortification » selon Jeremic.
Une monnaie de Justinien a été découverte dans l'angle sud-ouest de la citerne, ainsi que d'autres petits objets : pointe de flèche, hache de fer, bracelet de bronze, et une croix-pendentif en os.